# Akli Yahyaten
Pour les articles homonymes, voir Akli (homonymie).
Akli yahyaten, (en tifinagh:ⴰⴽⵍⵉ ⵖⴰⵀⵢⴰⵜⴻⵏ) né en 1933 à Aït-Mendes, village de Boghni, en Kabylie, est un chanteur algérien de musique kabyle.

## Biographie
Émigré en France dans les années 1950, il travaille comme manœuvre spécialisé dans les usines Citroën et commence à fréquenter le milieu artistique du Quartier latin (Slimane Azem, Allaoua Zerrouki, Cheikh El Hasnaoui).
Suspecté, à la suite d'une dénonciation, de collecter des fonds au profit du FLN, il sera emprisonné à plusieurs reprises. Durant ces emprisonnements il composera plusieurs chansons à succès, notamment Yal Menfi (« le banni »), celle-ci serait une reprise d'un vieux chant d'exil kabyle parlant des déportés algériens du Pacifique, à la suite notamment de la révolte des Mokrani de 1871. Cette chanson rappelle aussi les souffrances endurées par les immigrés algériens dans l’Hexagone ; elle aussi été reprise par Rachid Taha et Cheb Khaled[réf. nécessaire] ce qui est peu probable car  dans le texte  l'auteur dit qu'il a été  condamné à un an de prison ce qui n'a pas été la peine des révoltés Kabyles.  